# Triumfetta dioica
Triumfetta dioica là một loài thực vật có hoa trong họ Cẩm quỳ. Loài này được Brandegee miêu tả khoa học đầu tiên năm 1924.